# Pangkung Tibah
Pangkung Tibah is een bestuurslaag in het regentschap Tabanan van de provincie Bali, Indonesië. Pangkung Tibah telt 1209 inwoners (volkstelling 2010).